# Verden (stacja kolejowa)
Verden – stacja kolejowa w Verden (Aller), w kraju związkowym Dolna Saksonia, w Niemczech. Znajdują się tu 3 perony.